# Quốc lập Vườn quốc gia Minami-Sanriku Kinkazan
Quốc lập Vườn quốc gia Minami-Sanriku Kinkazan (南三陸金華山国定公園 Minami Sanriku Kinkasan Kokutei Kōen) là một Khu bảo tồn được coi như Vườn quốc gia nằm trên bờ biển phía bắc tỉnh Miyagi, Nhật Bản. Được thành lập vào năm 1979, nó kéo dài dọc theo 180 km bờ biển phía nam khu vực Sanriku và bao gồm núi Kinka.